# نيكولا تيسون
نيكولا تيسون (بالإنجليزية: Nicola Tyson)‏ هي رسامة بريطانية، ولدت في 1960 في لندن في المملكة المتحدة.